# 페이퍼 나이프

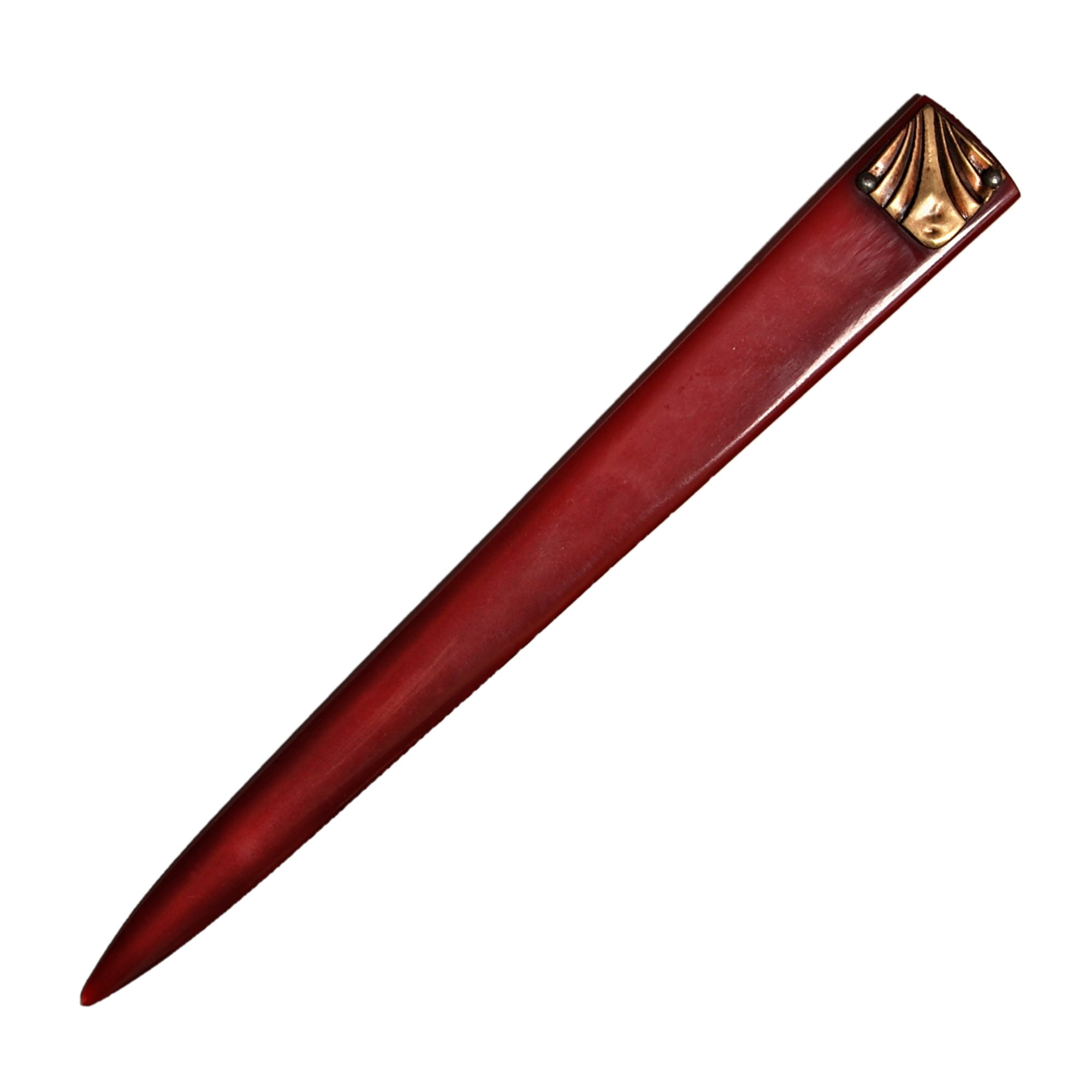
베이클라이트 레터 오프너

페이퍼 나이프(paper knife) 또는 종이 자르는 칼, 종이칼, 레터 오프너(letter opener)는 나이프와과 같은 탁상용 도구를 지칭하기 위해 종종 같은 의미로 사용된다. 사실, 이것들은 실제로 서로 다른 기능을 위해 사용되었으며 서로 다른 시기에 사용되었다.
종이칼은 인쇄된 시트를 접으면 읽기 전에 종이를 절단해야 하는 닫힌 가장자리가 생성되는 손으로 제작한 책의 페이지를 자르는 데 사용된다. 레터 오프너는 종이 칼에서 봉투를 열 목적으로만 사용할 수 있는 더 길고 무딘 칼날로 "진화"되었다. 종이칼은 골동품 애호가를 제외하고는 더 이상 일반적으로 사용되지 않는다.
전동기를 사용하여 봉투를 칼날 위로 밀어 넣고 더 많은 수의 봉투를 처리할 수 있는 전기 버전의 레터 오프너도 사용할 수 있지만 칼날이 봉투 내용물을 쪼개어 손상시킬 수 있다.
레터 오프너는 목재, 스테인레스강, 은, 백랍과 같은 금속, 플라스틱, 상아 또는 여러 재료의 조합으로 디자인될 수 있다. 종종 손잡이의 스타일이 칼날보다 더 장식되거나 스타일이 지정된다. 일부 최신 오프너에는 플라스틱 손잡이 안에 접이식 면도날이 있다.